# 卡塞羅斯縣

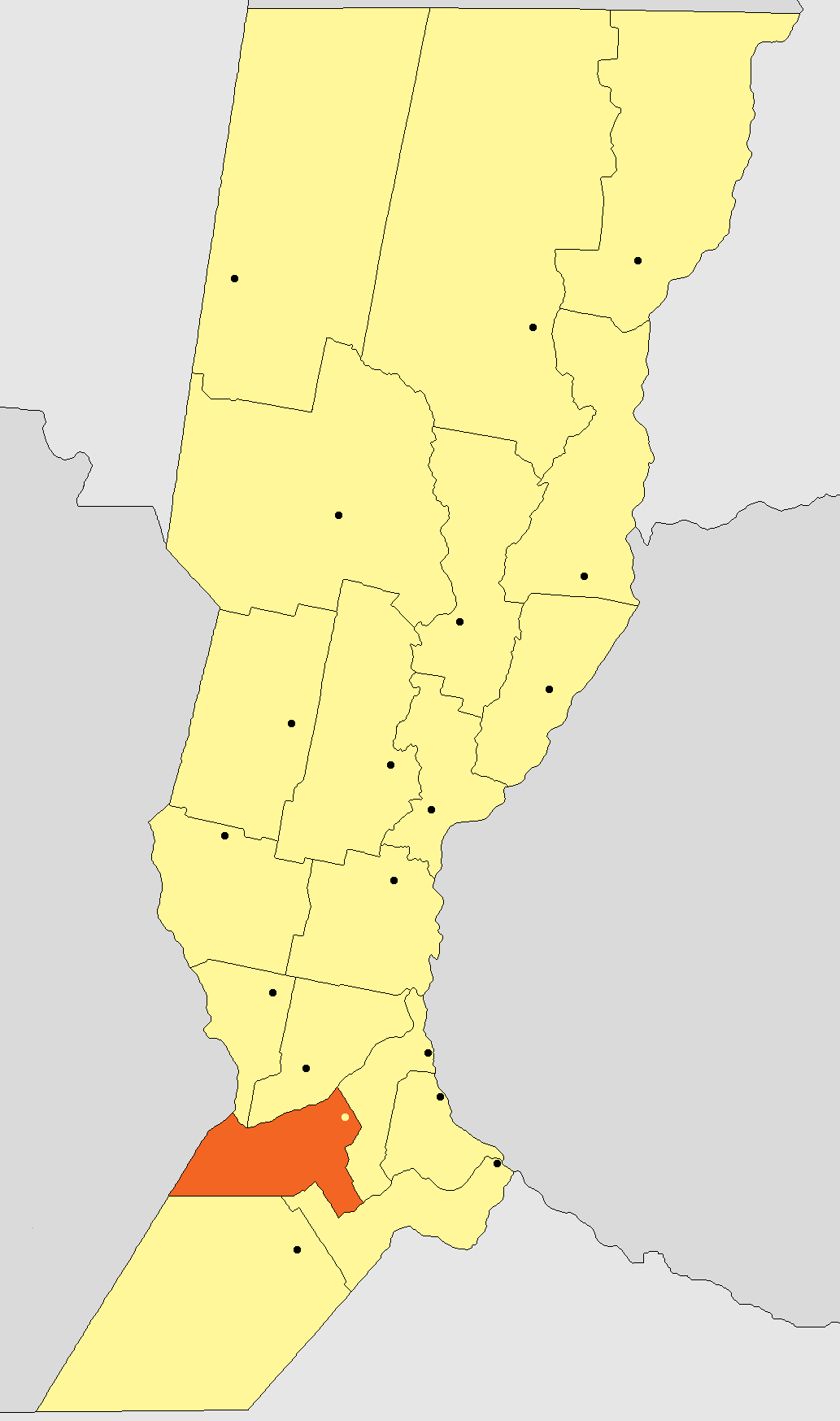

33°3′S 61°10′W / 33.050°S 61.167°W
卡塞羅斯縣（西班牙語：Departamento Caseros），是阿根廷的縣份，位於該國東北部聖大非省，首府設於卡西爾達，面積3,449平方公里，2010年人口82,100，人口密度每平方公里23.8人。